# Franz Neruda
Franz Xaver Victor Neruda (født 3. december 1843 in Brno/Brünn i det daværende Østrig-Ungarn, død 20. marts 1915 i København) var en tjekkisk-dansk cellist, dirigent og komponist, bror til Wilma Neruda.
Fra sit femte til elvte år lærte han violinspil af faderen, men da en ældre broder, der var violoncellist, døde, måtte Franz for at erstatte den manglende bas i familiekvartetten lægge sig efter violoncellen, på hvilken han da også under faderens vejledning hurtig drev det så vidt at han allerede fra 1856 kunne deltage med familien i dens mange koncertrejser, blandt andet i Rusland og Polen hvor den 1859 i Warszawa traf sammen med violoncellisten Adrien-François Servais og fulgtes med ham et halvt år, i hvilken tid den unge Franz drog megen nytte af denne berømte mesters vejledning.
1861 optrådte han med to af sine søstre i Stockholm og 1862 og 63 i København, hvor de ligeledes vakte stor begejstring, men da det lille selskab på grund af Wilhelmines giftermål med svenskeren Ludvig Norman året efter foreløbig måtte opløse sig, tog han i september 1864 ansættelse i kapellet i København, blev 1869 udnævnt til kongelig kammermusikus og ægtede samme år balletdanserinden Ludovica Cetti, datter af sangeren Giovanni Battista Cetti.
Den ensformige teatertjeneste behagede ham dog ikke i længden, da han som en af tidens største violoncellister, både som solospiller og som kammermusikfortolker, følte at kunne udrette noget mere end at spille bas til vaudeviller. Han tog derfor 1876 sin afsked fra teatret, men har dog senere stadig, på de afbrydelser nær, som hans udenlandske koncertengagementer foranledigede, været knyttet til det københavnske musikliv som en af de
betydeligste kræfter, særlig på grund af de af ham iværksatte koncerter for kammermusik, ligesom også Kammermusikforeningen er stiftet af ham 1868.
1892 blev Neruda dirigent for Musikforeningen i København og ledede samtidig den stockholmske musikforening. Også som komponist har han udfoldet en betydelig virksomhed, idet der er udkommet over 40 større og mindre kompositioner af ham, således en suite for orkester: Aus dem Böhmerwald (op. 42),
koncertstykker for violoncel med orkester (op. 40 og 59), 15 hæfter violoncel- og violinstykker med klaver, 14 hæfter klaverstykker, deriblandt de yndede Slovakiske Marcher (op. 30), klaversonate (op. 19), variationer for orgel (op. 62), sange osv.
Efter at hans første ægteskab var opløst, ægtede han 1892 Dagmar Holm, datter af etatsråd, grosserer Christian Holm og Emilie født Zøylner. 1893 blev han udnævnt til titulær professor. Han blev Ridder af Dannebrog 1878, Dannebrogsmand 1911 og modtog Fortjenstmedaljen i guld 1913.
Franz Neruda kom fra en meget musikalsk familie; en søster Wilhelmine Maria Franziska Neruda (1838-1911) eller Lady Hallé blev 1901 "violinist to the queen" (Wilhelmine Neruda blev Lady Hallé ved giftermål med Charles Hallé).
Han er begravet på Vestre Kirkegård.
Litteratur anvendt af S.A.E. Hagen i DBL
Ugeskrift for Theater og Musik, 1880, nr. 3 f.
Schytte: Musiklexikon.